# Castello Monforte
Il castello Monforte è monumento nazionale e simbolo della città di Campobasso. Prende il nome dal conte Nicola II Monforte, dei Monforte-Gambatesa, che lo restaurò nel 1458 in seguito al terremoto del 1456.

## Storia

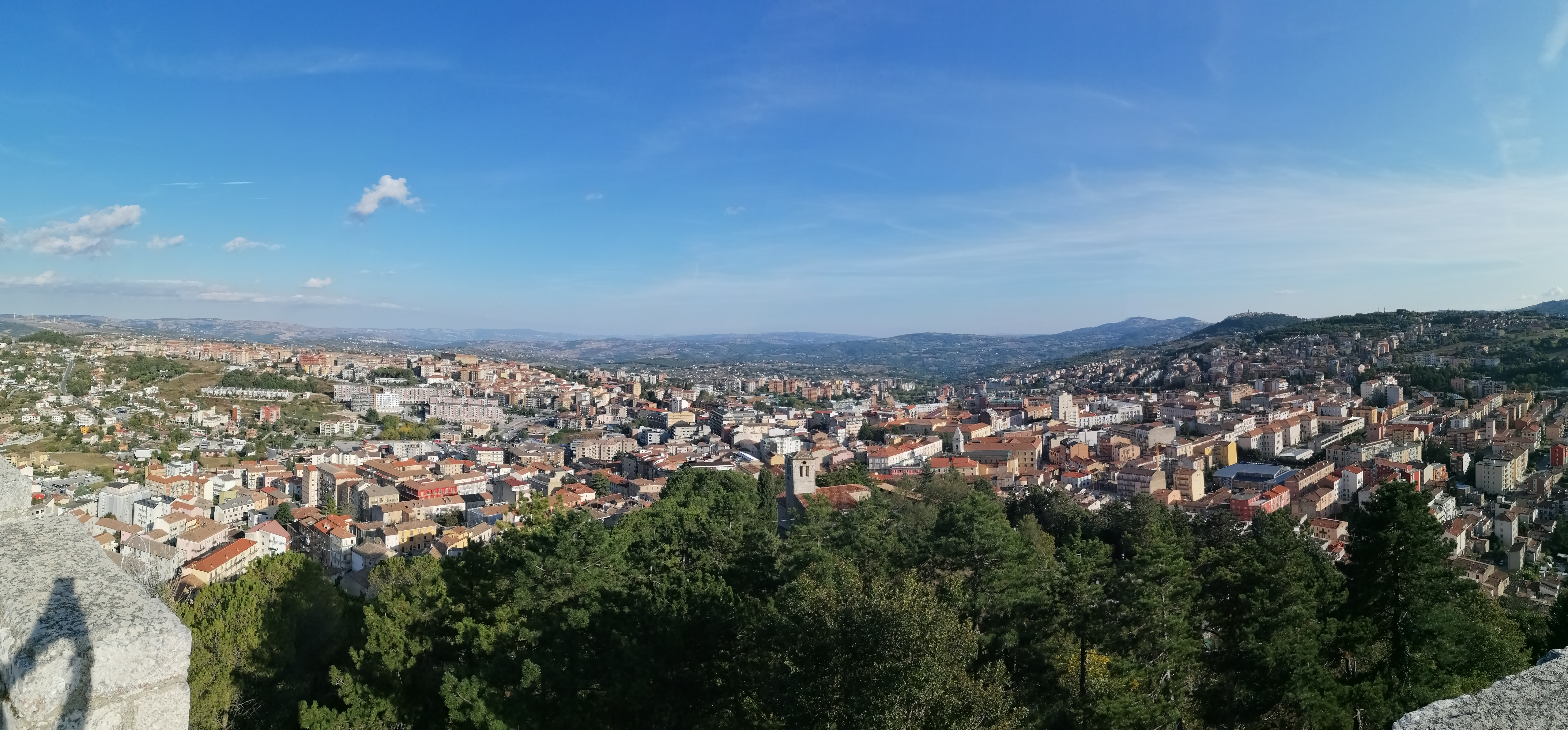
Vista su Campobasso dal Castello Monforte

Un'antica pergamena risalente al 1375 conferma l'esistenza di un castello nella città già in tale data, ed è la testimonianza più antica al riguardo. Domina la città a circa 790 m s.l.m., quasi cento in più dell'altezza media del comune. Una preesistente fortificazione sul detto monte, è da attribuire all'epoca sannitica (IV-II sec. a.C.), poiché sono state rilevate tracce di mura ciclopiche. Nell'epoca longobarda venne eretta la residenza del barone che comandava dall'alto la cittadella di Campobasso. 

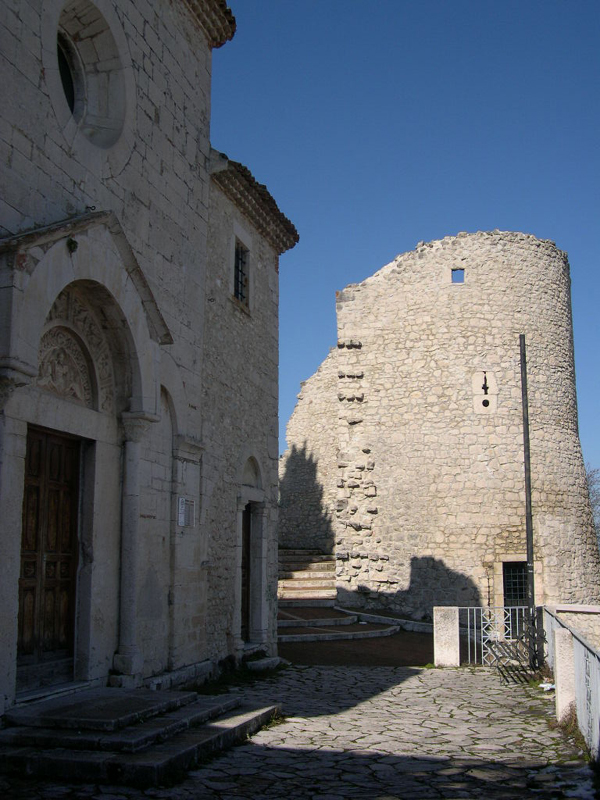
Veduta di torre Terzano, e della facciata della chiesa di San Bartolomeo

Dopo il disastroso terremoto del Sannio del 1456, la cittadella di Campobasso era ridotta in macerie, compresa l'antica torre di guardia sopra il colle, sicché il feudatario Nicola II Monforte (o Cola) si occupò personalmente della ricostruzione integrale del castello, e della cittadella. Si pensa che lasciò in piedi le antiche chiese di San Giorgio e San Bartolomeo, spostando la cittadella più a valle, cingendola in un nuovo apparato murario difensivo, intervallato da torri e porte di accesso, ancora oggi visibili.
L'ingresso originario del castello era rivolto a sud, verso la città sottostante, non come lo è oggi, era diviso dal suolo, e accessibile mediante ponte levatoio; con la caduta e la messa al bando di Nicola II nel XV secolo, il castello passò al conte Riccardo di Gambatesa, che modificò l'ingresso, ponendolo davanti alla chiesetta di Santa Maria Maggiore. Più che stabile dimora del feudatario e della corte, il castello fu costruito per scopi militari, con il collegamento delle mura di circonvallazione, andate poi perdute e demolite, soprattutto nella parte che cingeva il castello e la chiesa. Il castello fu progressivamente abbandonato nel XVIII secolo, divenne sede delle carceri, venne più volte assaltato dai briganti, e nell'epoca murattiana, poi borbonica, divenne sede della guardia civica, che si occupava del mantenimento dell'ordine, conservando le prigioni.
Nei primi anni del Novecento un primo studio sul castello fu pubblicato da Benedetto Croce. Il suo recupero avvenne negli anni 1936-1937 ad opera del podestà Renato Pistilli Sipio il quale, in due ambienti, vi allocò il sacrario dei caduti in guerra. Scampato ai combattimenti tra nazisti e canadesi, i nazisti vi avevano posto un presidio di guardia antiaereo, il maniero rimase semi-abbandonato.
L'area circostante è occupata dal parco della Via Matris, un percorso naturalistico che snodandosi lungo il pendio della collina ripercorre le tappe della Via Crucis. 

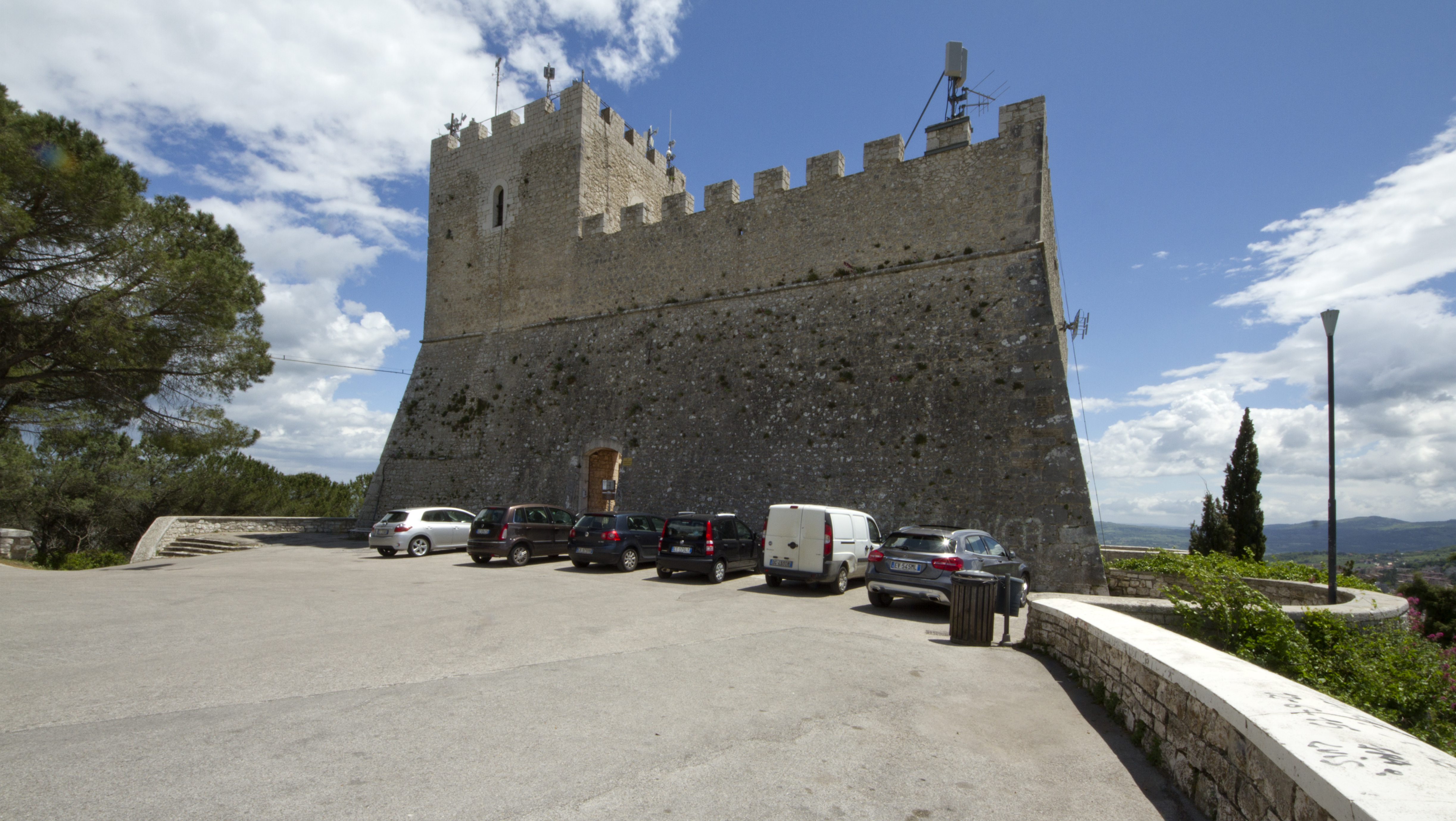
Scorcio della facciata

Il castello è inciso su una moneta d'argento da cinque euro coniata dalla Zecca dello Stato nel 2012 per la serie "Italia delle Arti" dedicata alla città di Campobasso.

## La cinta muraria di Cola Monforte

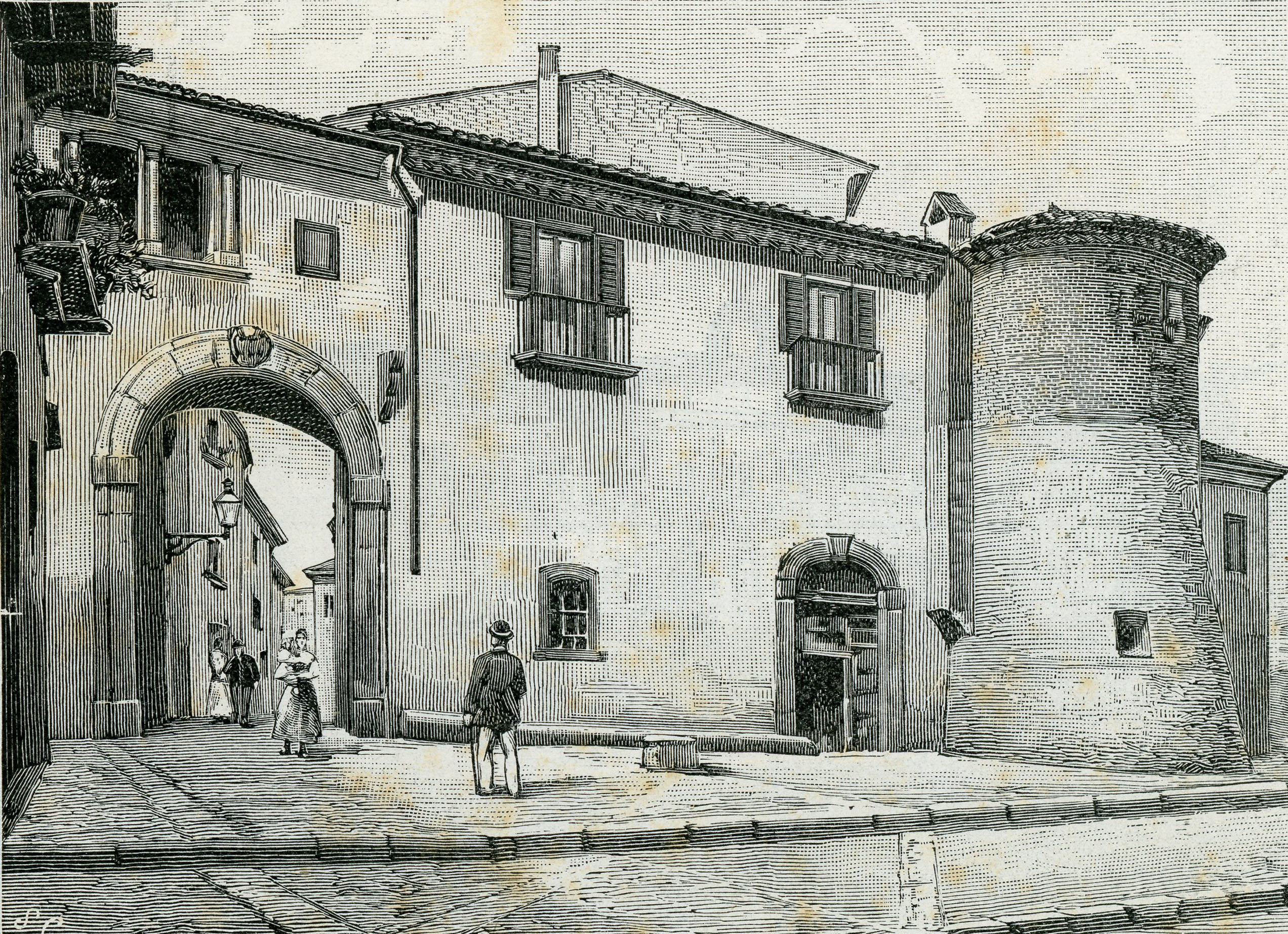
Incisione di Porta Sant'Antonio

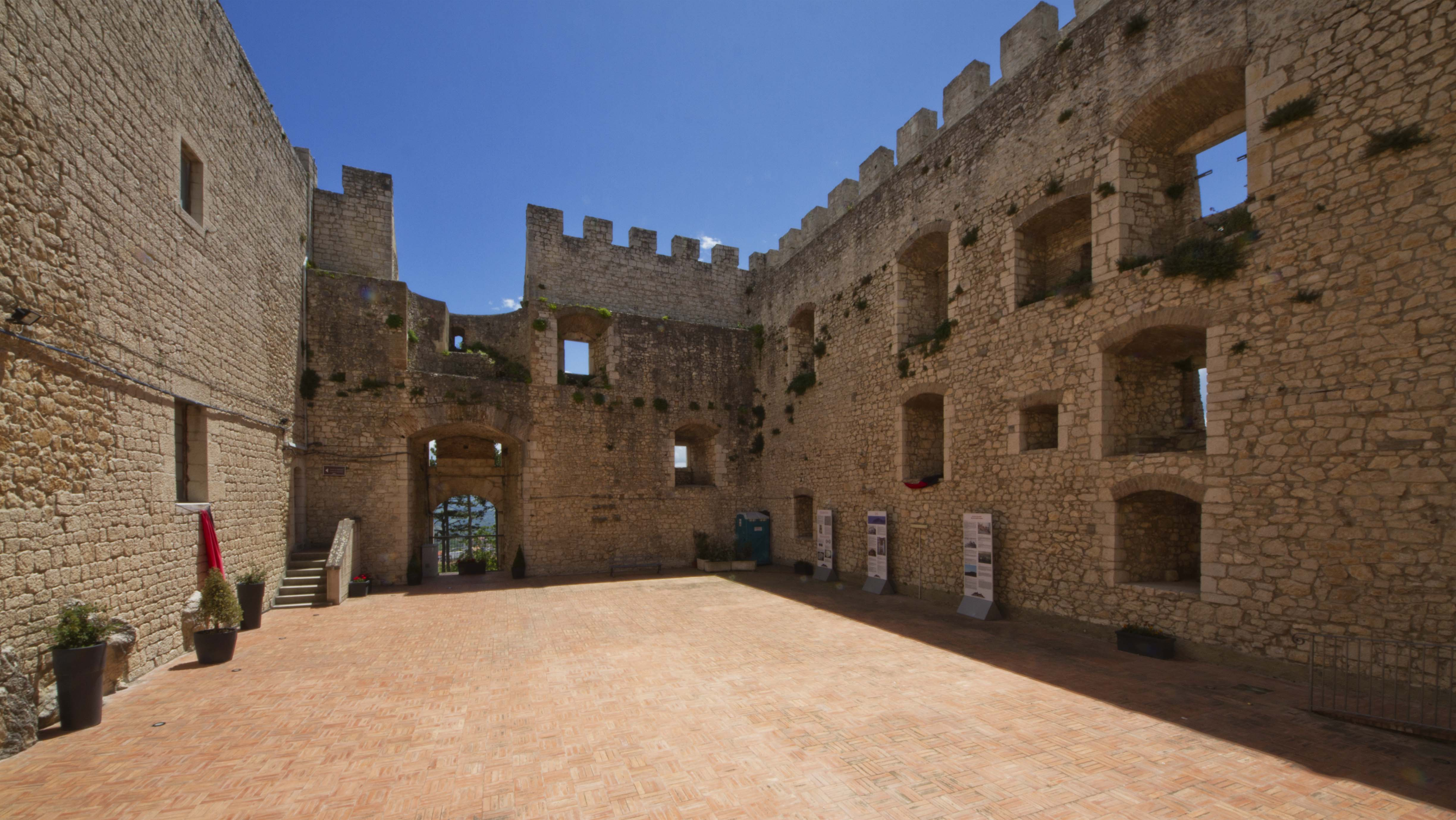
Interno del castello

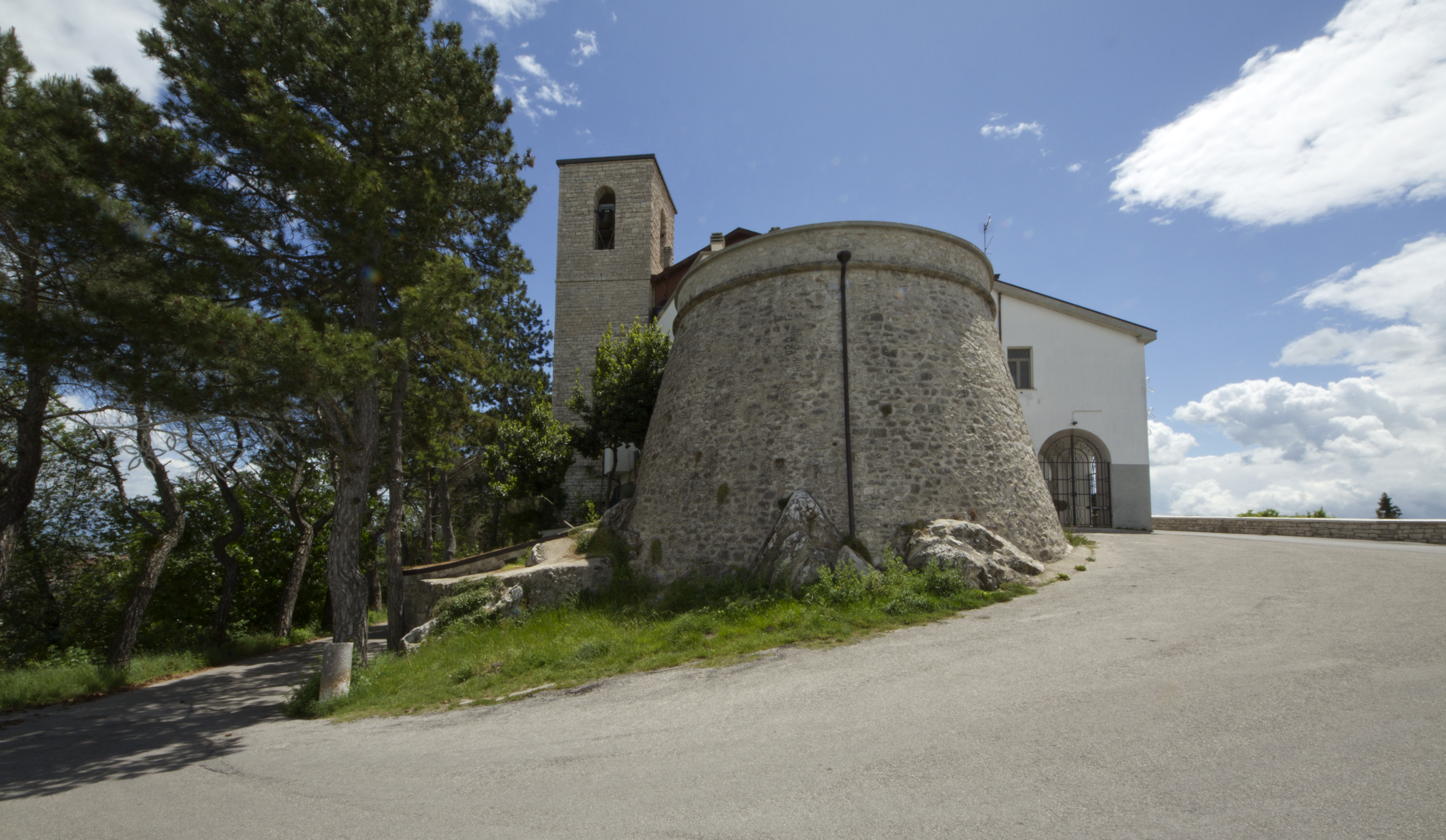
Abside con torre fortificata della chiesa della Madonna del Monte

La nuova cinta muraria, edificata dopo il 1456 da Nicola Monforte, è dotata di torri semicircolari. Includeva, oltre il castello, le chiese principali di San Giorgio (allora era la cappella del cimitero), di Sant'Angelo, di Santa Maria Maggiore o del Monte, e di San Bartolomeo; insomma il Monforte creò una vera e propria cittadella fortificata. Apparteneva alla struttura il "torrazzo", presso la chiesa di San Bartolomeo, oggi detto Torre Terzano, che era collegata ad una porta, l'ultima della cittadella per arrivare al castello; altra possibilità di accesso era data da Porta Fredda, posta a sud.
Per ottenere lo spazio libero necessario alla creazione del recinto furono distrutti gli edifici della cittadella longobarda, compresa la chiesa di Santa Croce del Battente, con la costruzione della cittadella più bassa. Le mura sono ben visibili in cartine geografiche della città del 1583 della raccolta Carte Rocca, conservato presso la Biblioteca Angelica di Roma; in alcune vedute del Settecento prima del disastroso terremoto del Matese del 1805; due disegni di Campobasso relativi al "Feudo di Santa Maria di Monte Verde in tenimento di Mirabello" datati anno 1743, presso l'Archivio di Stato di Campobasso; una planimetria della città nel 1816 di Bernardino Musenga; una pianta topografica della città nel 1859 di Antonio Pace.
La muratura che cingeva Campobasso, scendeva a sud-ovest verso la chiesa di Sant'Antonio abate, seguiva la fascia di base del monte, e risaliva il precipizio orientale, presso l'ex chiesa di San Paolo, a Porta Mancina-Porta San Paolo. La cinta fu irrobustita da Nicola Monforte con una seconda, ponendola a poca distanza dalla prima, lo spazio tra le due cinte venne coperto con delle volte, creando dei portici detti "rinforzi", sormontati da camminamento di ronda, che permettevano di spostarsi da una capo all'altro della città, dal quartiere di San Mercurio a quello di San Paolo.
In età aragonese (XV secolo) fuori Porta San Leonardo, divenuta la nuova piazza centrale dopo il 1456, si sviluppò un grande sobborgo fulcro del commercio e dell'artigianato. Si rese, dunque, necessario una nuova costruzione di mura, con spostamento della cinta 70 metri più avanti, alla confluenza con le attuali via Orefici e via Marconi. I tratti di mura a scarpa della cinta aragonese sono ancora oggi visibili in viale del Castello e via Marconi, anche se intonacati e inglobate in case e torri.
Sopravvivono solo alcune delle originali porte di accesso, controllate da una attigua torre di guardia, a pianta cilindrica:
- Porta Sant'Antonio, del 1463 come testimonia lo stemma dei conti Monforte, rinnovata profondamente nel XVIII secolo - accanto vi è la torre di guardia adibita a casa, si trova presso la chiesetta di Sant'Antonio abate;
- Porta San Paolo: individuabile presso l'ex chiesa di San Paolo;
- Porta Santa Maria della Croce: demolita nel 1864, si trovava presso questa chiesa, che precede il Palazzo Mazzarotta, sede del Museo Sannitico;
- Porta San Leonardo o della Piazza: ricostruita nel 1725 dal conte Carlo Carafa, fu distrutta nel 1834 per ampliare lo slargo della piazza San Leonardo;
- Porta Fredda e Porta San Bartolomeo: quest'ultima era collegata a Torre Terzano, presso la salita di questa chiesa verso il monte del Castello. Gli ingressi furono distrutti nella metà dell'800 per facilitare il collegamento tra il castello e la città sottostante. Di Porta Fredda resta il torrione usato come abside della chiesa santuario della Madonna del Monte;
- Portello di Sant'Antonio: porta secondaria della cinta, distrutto; resta il toponimo di vico Portello, e si trovava accanto Porta Sant'Antonio;
- Portello San Nicola: ancora esistente, ma molto rimaneggiato, vi si trovava accanto la torre dei Presutti.
- Porta San Davide

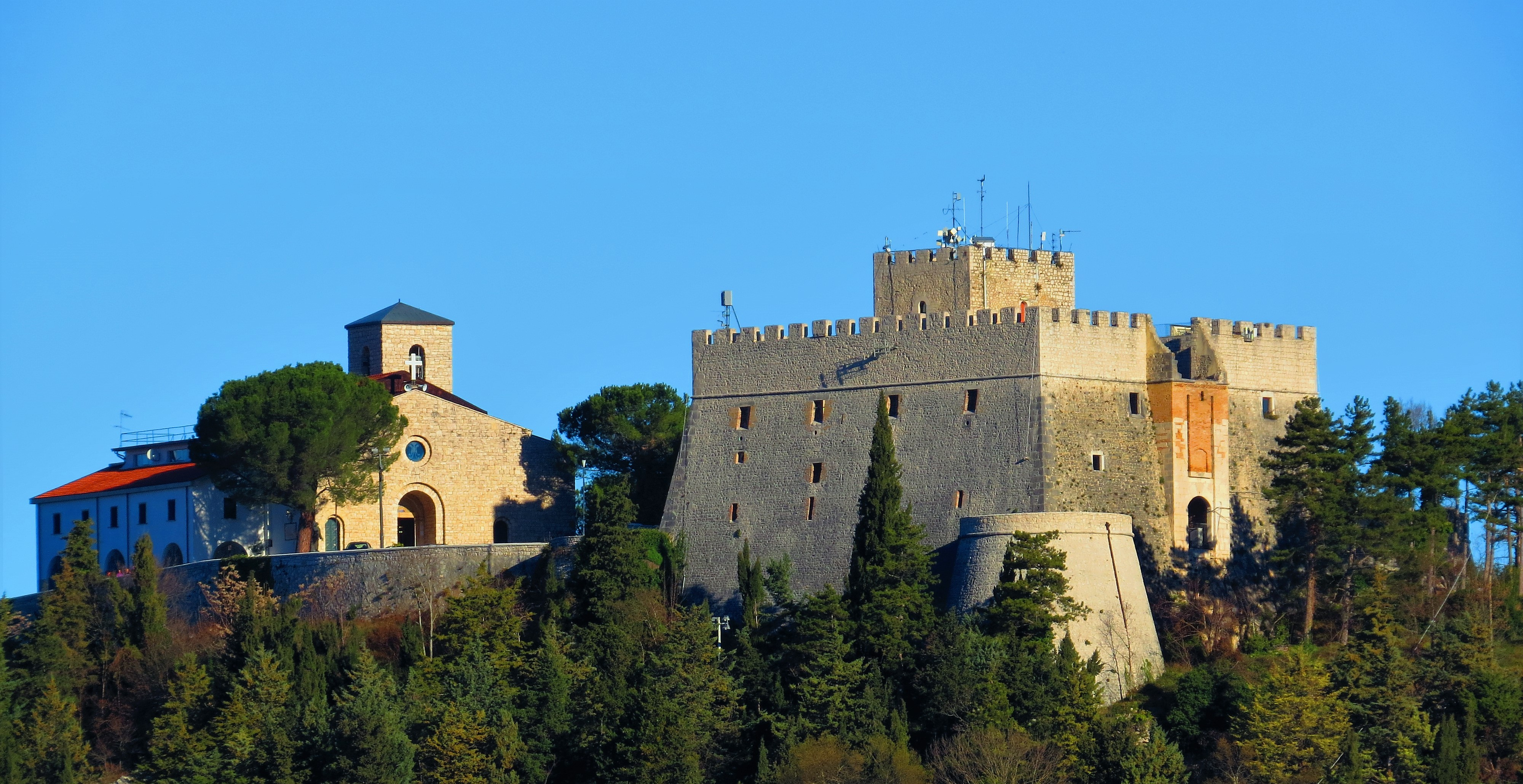
Collina Monforte: chiesa di Santa Maria del Monte e Castello Monforte

Altre torri della cinta muraria: Torre Jaluongo, la più antica del sistema fortificato longobardo di Campobasso, situata nei pressi del castello; Torre San Mercurio che stava su via Carnaio; Torre del barone Petitti presso Porta Sant'Antonio; Torre dell'abate Ginetti in via Marconi; Torre di Filiberto Petitti attigua Porta Mancina; Torre Presutti lungo via Castello presso Porta San Paolo; Torre Terzano ancora intatta, presso la chiesa di San Bartolomeo.
Nel XVIII secolo, dopo  la fine del viceregno austriaco, incominciò lo smantellamento delle mura; la Camera baronale, non potendo più sostenere le spese di manutenzione, consentì a privati cittadini di appoggiarsi alle mura, e in casi particolari inglobare nelle fortificazioni nuove case. Le mura furono, poi, gravemente danneggiate col terremoto del Molise del 1805; nel 1807 Giuseppe Bonaparte con un editto stabilì Campobasso capoluogo del Molise, nel 1814 il re Gioacchino Murat autorizzò la costruzione di un nuovo quartiere residenziale dagli assi ortogonali, con piazza centrale, ispirandosi alle tecniche innovative dell'urbanistica della nuova città; tale "borgo Murattiano" sorse poco dopo la cattedrale della Santissima Trinità, sviluppandosi sugli assi di corso Garibaldi, corso Mazzini, corso Vittorio Emanuele, Piazza Vittorio Emanuele II, piazza G. Pepe, su progetto dell'architetto molisano Bernardino Musenga.

## Descrizione
Il castello è posto sulla cima del monte che sovrasta Campobasso, l'edificio si presenta come un massiccio quadrilatero con ingresso principale, ora non più utilizzato, rivolto verso la città sottostante. Ci sono tracce del ponte levatoio e delle torri laterali poste a difesa. Le finestre, poche e quadrate, sono piccole tanto che si confondono con le feritoie. Svetta in alto una grande torre rettangolare che attualmente ospita la Stazione meteorologica di Campobasso dell'Aeronautica Militare, questa essendo posta a 808 m s.l.m. è una delle più alte d'Italia. Alla sommità delle mura vi è una lunga sequenza di merli guelfi. Al di sopra del ponte levatoio vi è lo stemma dei Monforte composto da una croce contornata da quattro rose.
L'interno del castello è molto scarno; salendo la spoglia gradinata si arriva sulla terrazza dalla quale si ammira un panorama ampio e suggestivo: si vedono i resti delle mura osco-sannite, la struttura a ventaglio del borgo antico, la città di Campobasso e i tanti paesini intorno. Lo sguardo spazia dalle valli dei fiumi Biferno, Trigno e Fortore, ai monti dell'Abruzzo, con la splendida Majella, dalle verdi montagne dell'Alto Molise fino alle gialle colline della Puglia. Interessanti sono i sotterranei del castello, che coprono un'area pari a quella in superficie. La destinazione dell'area dei sotterranei è sconosciuta, ma si è ipotizzato che possa essere stata un deposito di cisterne, o carcere o, ancora, un rifugio durante le battaglie. Attualmente ospita delle riserve d'acqua che servono l'acquedotto civico. È stata sicuramente una prigione, invece, il locale posto nelle segrete, alle quali si può accedere passando per una torretta.

## Leggende riguardanti il castello
- Per alcuni secoli uno dei locali delle segrete è stato considerato la stanza delle torture. Una popolare credenza dice che da esso parta un passaggio segreto, oggi murato, che scendendo lungo il fianco della collina portasse fin fuori dal borgo, a porta Sant'Antonio Abate.
- Un'altra credenza afferma che passando attraverso una porticina posta sul lato nord del castello si potesse accedere ad un altro sottopassaggio, che collegava l'edificio ad una collina, chiamata tutt'oggi di San Giovannello, posta fuori dal centro cittadino. Tale sottopassaggio doveva servire come via segreta per un'eventuale fuga dai nemici.

## Chiesa di Santa Maria Maggiore
Si trova dinanzi al castello, nota anche come Santuario di Santa Maria del Monte. Risale a prima del 1354 e fu affidata ai Cappuccini nel XVI secolo. La chiesa ha una struttura a pianta rettangolare, con succorpo rialzato nel presbiterio e nell'abside. La copertura è in pietra e bugne di Vinchiaturo.